# Choy lay fut
Choy Lay Fut (Chinês tradicional: 蔡李佛; pinyin: cài lǐ fó) (lê-se: choi lí fá) é um eficiente e popular estilo de Kung Fu. Foi fundado por Chan Heung em 1836. O nome do estilo homenageiaː o monge budista Choy Fook (蔡褔, Cai Fu), que lhe ensinou o estilo choy gar; Li Yau-San (李友山), que lhe ensinou o estilo li gar; e seu tio Chan Yuen-Wu (陳遠護), que lhe ensinou o estilo fut gar.
O sistema combina técnicas dos estilos do norte e do sul da Chinaː os poderosos golpes de punho e braço das formas de animais do shaolin quan do sul, combinados com os movimentos amplos e circulares, o giro de corpo e o hábil jogo de pernas dos estilos do norte. É considerado um estilo externo, que combina golpes duros e suaves e utiliza uma ampla variedade de armas.
É um eficiente sistema de defesa pessoal, especialmente contra múltiplos atacantes. Possui uma ampla variedade de técnicas, incluindo socos curtos e longos, chutes, quedas, ataques aos pontos vitais, chaves e luta corpo a corpo.

Choy Li Fut é o mais eficiente sistema de luta contra mais de uma pessoa que eu já vi. É um dos mais difíceis estilos para se lutar contra. É o único estilo [de kung-fu] que viajou à Tailândia para lutar contra os praticantes de boxe tailandês e não perdeu.— Bruce Lee

## História

### Criação
Chan Heung (陳享), também conhecido como Din Ying (典英), Daht Ting (逹庭), Chen Xiang Gong, e Chen Xiang, nasceu em 23 de agosto de 1806 (ou em 10 de julho de 1806, no calendário lunar), em King Mui (京梅, Ging Mui), uma vila no distrito de San Woi (新會, Xin Hui), em Jiangmen, na província de Guangdong.
Seu tio Chan Yuen-Wu era um lutador do templo Qingyun, perto da montanha Dinghu. Ele tinha, como mestre, o monge Du Zhang, que lhe ensinava o estilo fut gar desde quando Chan Yuen-Wu tinha sete anos de idade. Quando Chan Heung completou quinze anos de idade, Chan Yuen-Wu lhe levou até Li Yau-San, um companheiro mais velho de treinamento. Li Yau-San havia sido aluno do monge 
Jee Sin Sim See. Sob a orientação de Li Yau-San, Chan Heung passou os quatro anos seguintes aprendendo o estilo li gar. Impressionado com as habilidades marciais de Chan Heung, Li Yau-San sugeriu que ele aprendesse o estilo choy gar com o monge shaolin Choy Fook, bem como medicina tradicional chinesa e outras técnicas shaolins.
Os fundadores dos cinco grandes estilos familiares do sul da China (Hung Gar, Choy Gar, Mok Gar, Li Gar e Lau Gar) foram alunos de Jee Sin Sim See (um dos cinco sobreviventes da destruição do mosteiro Shaolin, segundo a lenda)ː respectivamente, Hung Hei-Gun (洪熙官), Choy Gau-Yee (蔡九儀), Mok Da-Si (Mok Ching-Kiu, 莫清矯), Li Yau-San (李友山), e Lau Sam-Ngan (劉三眼). Choy Fook aprendeu o choy gar a partir do fundador do estilo, Choy Gau-Yee.
Choy Fook também aprendeu de outros cinco professores, durante muitos anos. Eles foram monge Jue Yuan (觉远上人), monge Yi Guan (一贯禅师), Li Sou (李叟), Bai Yu Feng (白玉峰), e Cai Jiu Yi (蔡九仪). Na época em que Chan Heung o procurou, Choy Fook vivia como um recluso no monte Luofu e não queria mais ensinar artes marciais. Chan Heung foi procurar Choy Fook no monte Luofu. Quando Choy Fook estava no templo Shaolin, ele foi seriamente queimado, e adquiriu cicatrizes na cabeça. Isso fez com que ele ganhasse o apelido de "monge com a cabeça machucada" (爛頭和尙). Usando essa descrição, Chan Heung conseguiu localizar o monge e lhe entregou uma carta de recomendação de Li Yau-San. Mas Choy Fook se recusou a lhe ensinar artes marciais, e só aceitou ensinar-lhe budismo.
Numa manhã, quando Chan Heung estava praticando artes marciais, Choy Fook apontou para uma pesada rocha e disse-lhe para chutá-la no ar. Chan Heung empregou toda sua força e chutou a pedra, arremessando-a 3,7 metros longe. Em vez elogiar, Choy Fook colocou seu pé sob a pedra e a arremessou sem esforço. Impressionado por essa demonstração, Chan Heung pediu novamente para que Choy Fook lhe ensinasse artes marciais. Desta vez, o monge aceitou e, por nove anos, Choy Fook ensinou budismo e artes marciais a Chan Heung.
Quando completou 28 anos de idade, Chan Heung deixou Choy Fook e retornou à vila de King Mui, em 1834. Lá, ele revisou e refinou tudo o que havia aprendido. Em 1836, Choy Fook aconselhou Chan Heung através de um poemaː 
龍虎風雲會, O dragão e o tigre se encontraram como o vento e a nuvem.
徒兒好自爲, Meu discípulo, você precisa cuidar do seu futuro.
重光少林術, Para reviver as artes de Shaolin,
世代毋相遺. Não deixe as gerações futuras esquecer este ensinamento.
Em 1836, Chan Heung estabeleceu formalmente o sistema choy lay fut.

### Expansão do sistema
Chan Heung criou a primeira escola de choy lay fut no templo local da família, em sua vila natal. Conforme sua reputação crescia, centenas de moradores de vilas próximas vieram aprender o estilo. Logo depois que foi Chan Heung abriu sua primeira escola, eclodiu a Primeira Guerra do Ópio. Chan Heung se alistou no exército em Cantão para combater os invasores britânicos. Depois da derrota da China em 1842, ele retornou a King Mui.
A corrupção política do governo Qing ajudara na derrota chinesa. Entre 1847 e 1850, muitos líderes chineses formaram sociedades secretas para derrubar o governo Qing. Em 1850, sob a liderança de Hong Xiuquan, a rebelião Taiping eclodiu em Guangxi. O movimento controlou vastas regiões do sul da China sob a bandeira do Reino Celestial Taiping até seu colapso em 1864.
Durante esse período turbulento, Chan Heung deixou sua casa em King Mui com sua esposa e duas crianças, e abriu muitas escolas no sul da China para disseminar a revolta contra o governo Qing.
Chan Heung tinha dezoito discípulos originais, conhecidos como os dezoito  Lohans (十八羅漢). Eles tinham esse nome em honra a Bodidarma, que havia ensinado as dezoito mãos de Lohan aos monges shaolins em 527, exercício este que daria origem às artes marciais de Shaolin.
Em 1848, os dezoito discípulos originais começaram a estabelecer ramos pelo sul da China. O primeiro a ensinar fora de King Mui foi Lung Ji-Choi, em Xunzhou, em Guangxi. Logo depois, Chan Din-Foon abriu a primeira escola de Hung Sing Choy Li Fut em Foshan.
Os demais discípulos originais foramː Chan Din-Yao, em Nan Hai; Chan Dai-Yup, em Guangzhou; Chan Din-Sing, em Zhongshan; Chan Mau-Jong, em Panyu; Chan Din-Bong, em Dong Guan; Chan Din-Wai, em Kaiping; Chan Din-Jen, em Taishan; Chan Sun-Dong, em Enping; Chan Din-Dak, em Heshan; Chan Dai-Wai, em Zhaoqing; Chan Sing-Hin, em Xinhuicheng; Chan Yin-Yu, em Jiangmen. Esforços admiráveis foram executados por Chan Dai-Sing, Chan Din-Seng, Chan Mau-Wing e Chan Din-Gung, que ensinaram Choy Li Fut em 36 vilas na região de King Mui.
Todas as escolas de choy lay fut tiveram a mesma origem, mas, por causa do cenário turbulento da China de meados do século XIX, ocorreram várias mudanças de nome e de lideranças, criando a ideia de que existiam dois ramos totalmente apartados de choy lay fut.
O partido político Hung Moon representava todas as facções revolucionárias da época, incluindo os representantes do choy lay fut. As escolas de choy lay fut optaram por criar nomes que escondessem sua ligação com o ilegal partido Hung Moon. Muitas escolas de choy lay fut tinham um slogan secreto nessa épocaː  "Hung 洪 Ying 英 Ji 至 Sing 聖 ; Ying 英 Hung 雄 Wing 永 Sing 勝", que pode ser traduzido comoː "Os heróis do partido Hung são superiores; os heróis sempre vencem". Os seguidores de Chan Heung adotaram duas palavras desse slogan como suas senhas secretasː Hung Sing (洪勝), que significa "o partido Hung vence". Para esconder a ligação com o ilegal partido Hung, eles trocaram os caracteres para 鴻勝, que também são lidos como Hung Sing, porém o significado se altera para "vitória do ganso".
Por sua vez, o filho de Chan Heung, Koon-Pak, trocou o caractere 鴻 (Hung) para 雄 (Hung), que significa "forte". Desde essa época, as escolas de Koon-Pak na região de King Mui passaram a chamar a si próprias de Hung Sing (雄勝, "forte vitória"), enquanto as escolas de Foshan continuaram a se chamar Hung Sing (鴻勝, "vitória do ganso").
Foshan era um centro de atividade política. Havia uma forte presença manchu em Foshan, e batalhas entre o governo manchu e os membros do Hung Moon eram frequentes e sangrentas. A escola de choy lay fut de Foshan criada em 1848 por Chan Din-Foon utilizou o nome Hung Sing Kwoon (鴻勝舘, com o caractere 鴻, hung, significando "ganso") para evitar que fossem associados com o ilegal partido político Hung Moon (洪門).
O ramo de hung sing de Foshan era muito popular, e isso preocupou os apoiadores do governo manchu, assim como criou imensa rivalidade entre as escolas de artes marciais. O boato de que a escola era ligada ao ilegal partido político Hung Moon aumentou a tensão era a escola e o governo manchu local. Fundada em 1848 por Chan Din-Foon, a escola floresceu até a morte deste.
Em 1867, Chan Heung acreditou que Jeong Yim deveria substituir Chan Din-Foon. Logo surgiu o boato de que o ramo da escola em Foshan seria reaberto por um herói chamado Jeong Yim. Rapidamente, o governo manchu enviou soldados para fechar a escola. Como a sobrevivência da escola em Foshan exigia o treinamento rápido e eficiente de lutadores, inicialmente Jeong Yim limitou o número de formas, deixando apenas as suficientes para que os alunos aprendessem as técnicas essenciais, incluindo algumas formas com armas. Isto assegurou a sobrevivência da escola. Como Jeong Yim se concentrou em técnicas de combate, alguns dos melhores lutadores de choy lay fut passaram a vir da escola de Foshan. Conforme a escola se consolidou, Jeong Yim passou a ensinar formas mais sofisticadas. Em homenagem a Jeong Yim, a escola de Foshan passou a ser chamada de Jeong Hung-Sing.
Quando a rebelião Taiping foi derrotada em 1864, Chan Heung deixou a China por alguns anos (alguns especulam que seu destino foi o sudeste da Ásia). Quando atingiu 59 anos de idade, ele se tornou professor de artes marciais da Associação da Família Chan no além-mar. Em 1867, ele retornou a King Mui, e verificou que seu sistema havia ganho imensa popularidade por todo o sul da China. No dia 20 da oitava lua de 1875, ele morreu, com a idade de 69 anos. Ele foi enterrado em King Mui.
Depois de sua morte, seu legado passou para seus dois filhosː Chan On-Pak e Chan Koon-Pak. Chan On-Pak era o filho mais velho, tendo nascido em 1839. Sua especialidade era a lança.

### Ramos principais
O sistema choy lay fut se expandiu por todo o globo, com escolas em quase todos os continentes. Com o passar do tempo, foram sendo criadas várias linhagens, com diferenças de treinamento e de interpretações históricas entre si. Isso tem gerado acalorados debates entre as diversas linhagens. São quatro os ramos principaisː

#### King Mui 京梅陳家雄勝蔡李佛拳館
A transmissão principal é conhecida como King Mui (京梅), porque a família do fundador veio da aldeia King Mui, e é onde Chan Heung 陳享 começou oficialmente a ensinar Choy Li Fut em 1836. Hoje, os descendentes da família Chan preferem usar o termo "Família Chan" tradição, porque o sucessor moderno (Guardião do Estilo) foi Chan Yiu-Chi 陳耀墀, filho de Chan Koon-pak e neto de Chan Heung.
Nenhum notável Estudante da família Chan de Chan Yi-chi foi Hu Yuen-chou 胡雲綽,  instrutor do famoso mestre Choy Li Fut Doc-Fai Wong 黄德輝 considerado por muitos como o sucessor da 5ª geração e herdeiro da linhagem King Mui.
Depois de Chan Yiu-chi 陳耀墀, seu filho Chan Sun-chiu tornou-se o herdeiro e guardião do estilo. Após o falecimento em 22 de abril de 2013 de Chan Sun-chiu (Guardião do Rei Mui Choy Li Fut)陈燊樵, todos os descendentes e alunos conhecidos tornam-se seus atuais sucessores da 5 geração da linhagem King Mui, são eles; Chan Yong-fa e Niel Willcott.

#### Jiangmen (Kong Chow)
Em 1898, Chan Cheong-Mo (陳長毛) fundou a escola Sei Yup ("quatro condados") na cidade de Kong Chow, atual Jiangmen. Chan Cheong-Mo foi aluno de Chan Heung quando criança. Depois da morte de Chan Heung, passou a ser aluno de Chan On-Pak (陳安伯), o filho mais velho de Chan Heung. Chan Cheong-Mo convidou o irmão mais jovem de Chan On-Pak, Chan Koon-Pak, para ser o instrutor chefe da escola.
Em 1906, Chan On-Pak se mudou para Guangzhou e Chan Cheong-Mo assumiu o controle oficial da escola. Ainda antes da morte de Chan Cheong-Mo em 1953, o cargo passou para o filho adotivo de Chan Cheong-Mo, Chew Kam-Wing (赵锦荣). A escola continuou funcionando até o banimento do kung-fu pelo governo chinês. Chew Kam-Wing passou a ser ensinar somente a seus filhos em caráter privado, porém estes não foram capazes de se manter no nível exigido para a perpetuação do título de representante da escola.
Em 16 de fevereiro de 2006, Chew Kam-Wing oficialmente assinou o certificado do Jeong Moon Yen para Wong Gong, que seria o novo mantenedor do Sei Yup Hung Sing Kwoon (escola do Hung Sing dos Quatro Condados). Em junho de 2017, Wong Gong passou o título para seu filho, Wong Choy.
A linhagem Kong Chow do choy lay fut foi criada por Wong Gong em 1989. Kong Chow é o nome antigo de Xin Hui e de Jiangmen. O ramo Kong Chow agora tem o nome oficial de Jiangmen. 

#### Fut San Hung Sing
Este ramo foi iniciado por Chan Din-Foon em 1848. Jeong Yim se tornou o sucessor dessa escola em 1967. Seu sucessor, após sua morte, foi Chan Ngau-Sing. Este ramo possui algumas diferenças em seu currículo. Possui menos formas de mãosː oito, na sua essência. É conhecido por seu agressivo estilo de combate, com combinação contínua de movimentos exageradas bases laterais e algumas agressivas formas de armas. Esse currículo foi montado para que rebeldes anti-Qing aprendessem rapidamente combate com e sem armas.
As oito formas básicas sãoː Tai Ji Kuen (Grande Punho), Ping Ji Kuen (Punho de nível), Tin Ji Kuen (Punho do céu), Gok Ji Kuen (punho da nação), Sup Ji Kuen (punho do padrão cruzado), Cheung Kuen (punho longo), Lin Waan Kaau Da Kuen (Contínuo punho de combate) e Fut Ga Jeung (Palma de Buda). Além dessas oito formas, também é ensinada uma forma para equipamento de treinamentoː Chi Kuen (punho que puxa). O boneco de madeira (chin jong) do ramo é chamado "boneco do equilíbrio do corpo lateral", e procura imitar a saudação de abertura da lateral do corpo.
Yuen Hai-Foi um aluno de Jeong Yim. Yuen Hai-Foi professor de Lau Bun. Lau Bun estabeleceu a escola Wah-Keung Kung Fu club of Choy Li Fut, que se tornou a primeira escola de Hung Sing Choy Li Fut school nos Estados Unidos em 1935.
O ramo se chama Fut San porque se originou na cidade de Fut San (Foshan). O Buk Sing Choy Li Fut também pertence a esse ramo. Algumas pessoas chamam o ramo de Hung Sing ou Jeong Hung-Sing.

#### Buk Sing
O ramo Buk Sing (北勝) teve sua origem com Jeong Yim, em Foshan. Os primeiros estudantes de Jeong Yim foram Chan Ngau-Sing, Yuan Hai, Tam Lup, Lee Yan e Lui Charn (Chaun). Este último teve um estudante chamado Tam Sam (譚三, Tarm Sarm). Tam Sam era, originalmente, um mestre de hung gar, e queria ampliar seus conhecimentos aprendendo o choy lay fut. Ele se tornou um aluno de Lui Charn. Devido a um desastroso incidente entre Tam Sam e outros estudantes, Lui Charn expulsou Tam Sam da escola antes que ele tivesse completado seu treinamento. Como consequência, na linhagem Buk Sing, existem apenas três formas básicas de mãos (Sup Jee Kuen (十字拳), Ping Kuen (平拳), Kau Da (扣打)), uma forma de bastão (Seung Gaap Daan Gwun, 雙夾單棍), e posteriormente uma forma original Buk Sing Choy Li Fut, que ele criou. Depois de sua expulsão, Tam Sam pediu a alguns alunos que o ajudassem a formar um novo ramo do estilo em Siu Buk, em Guangzhou. Ele chamou-o de Siu Buk Hung Sing Choy Li Fut. Nome que viria a ser encurtado para Buk Sing Choy Li Fut. Os alunos de Tam Sam se referiam a si próprios como o ramo Buk Sing do Choy li fut. Um mestre de shaolin do norte chamado Ku Yu Cheong (Gu Ruzhang) se tornou amigo de Tam Sam e adicionou mais técnicas ao currículo do buk sing choy li fut.
O que diferencia o buk sing choy li fut dos demais ramos de choy lay fut é sua concentração mais nas técnicas do que nas formas.

## Características
As técnicas de mão do choy lay fut contêm dez elementos (十訣): Kum (擒,  tapa ou desvio de palma pressionando), Na (拿, ligação com golpe com o braço), Gwa (掛, dorso do punho), So (掃, varrer), Tsop (插, golpe yin/yang com a junta), Pow (拋, golpe poderoso para cima), Jong (撞, pequeno golpe poderoso para cima), Chaw (爪, garra), Bin (鞭, golpe poderoso balançando), Pei (劈, cortar), e Lui Yin (擂陰, punho do yin/yang). As técnicas de perna contêm seis elementosː Chan (撐, apoiar), Ding (釘, pregar), Liu Tat (撩踢, chute), So (掃, varrer), Jet (截, bloquear), Au (勾, enganchar) e Dan (彈, saltar). Existem oito técnicas de aplicação dos golpes com os pés e as mãosː Yin (陰, negativo), Yang (陽, positivo), Kong (剛, duro), Yau (柔, suave), Hui (虛, falso), Shi (實, real), Tou (偷, roubar) e Lau (溜, esgueirar-se).
As bases do choy lay fut têm altura similar às das demais artes marciais, como o hung gar, porém são mais baixas que as do wing chun. Isso possibilita que o praticante se mova rapidamente durante o combate sem sacrificar o equilíbrio e a potência. O que é único no choy lay fut é a chamada "chicotada", um giro da parte superior do tronco que confere maior potência aos golpes com os braços e mãos. Nas demais artes marciais, a porção superior do corpo é menos dinâmica, e são mais enfatizadas a estabilidade e a geração de potência estática. Outras diferenças incluem como fica a base do praticante quando se defronta com o oponente. No hung gar e no wing chun, os praticantes mantêm o tronco perpendicular ao oponente, para permitir o uso total de ambos os braços. Em contraste, o choy lay fut mantém o tronco em ângulo com o oponente, para reduzir a área do corpo sujeita aos ataques do inimigo, e para aumentar o alcance dos próprios golpes. As posturas frontais do choy lay fut mantêm a perna da frente dobrada e em ângulo, protegendo a área genital, enquanto outras artes marciais mantêm a perna dianteira dobrada e apontada para a frente.
Durante as batalhas revolucionárias entre as forças do governo Qing e as forças anti-Qing (Rebelião Taiping, 1850–1877), quem pertencesse ao sistema choy lay fut se identificava gritando "yak" quando golpeava com a palma da mão, "wak" quando golpeava com o punho do tigre, "ha" quando golpeava com o punho, "hok" quando golpeava com o punho da garça e "dik" quando chutava. Estes gritos são exclusivos do choy lay fut.
Chan Heung registrou por escrito suas mais de 250 técnicas e formas, para permitir que elas fossem conservadas para as futuras gerações.

## Formas
O choy lay fut tem mais de 150 formasː contra um oponente; contra mais de um oponente; de armas; e de aparelhos de treinamento, como o Ching jong, o Sui Sau Jong e o Ma Jong. Chan Heung foi aluno de três mestres shaolins, e cada um deles sabia muitas formas tradicionais. Chan Heung, por sua vez, criou muitas formas a partir de sua própria experiência. Existem inclusive formas especializadas para estudantes com diferentes aptidões físicas. As formas do estilo foram registradas por escrito e entregues aos alunos mais adiantados.
Inicialmente, Ng Lun Ma (五輪馬, forma da base de cinco rodas) e Ng Lun Chui (五輪搥, forma da pancada de cinco rodas) foram criadas como as formas básicas de treinamento que os iniciantes precisam dominar para aprender as bases, movimentos e técnicas de mão básicas. Algumas escolas atuais usam diferentes formas. Devido ao grande número de formas do estilo, não é necessário que o estudante domine todas elas. Com a proliferação do estilo, algumas escolas adicionaram novas formas ou modificaram técnicas de algumas formas.

## Armas
Por possuir influências tanto dos estilos do norte como do sul da China, o estilo possui um vasto arsenal. Originalmente, o estilo possuía quarenta armas. Com o passar do tempo, mais armas foram adicionadas. Uma arma exclusiva do sistema é o tridente dos nove dragões, que foi criado por Chan Heung. Ele foi projetado para cortar qualquer parte do corpo do oponente com a qual entrasse em contato. Os vários ganchos e lâminas podem se prender à arma do oponente e, com um giro, arrancá-la de suas mãos. O tridente dos nove dragões  (Gau Lung Dai Chah, 九龍大叉) é conhecido como a rainha das armas.